# Stigmella hakekeae
Stigmella hakekeae là một loài bướm đêm thuộc họ Nepticulidae. Nó được tìm thấy ở New Zealand.
Chiều dài cánh trước khoảng 3 mm. Con trưởng thành bay vào every month except tháng 3 và tháng 4. There are four or five generations per year.
Ấu trùng ăn Olearia species, such as Olearia arborescens, Olearia ilicifolia, Olearia macrodonta, Olearia nummularifolia và Olearia paniculata. Chúng ăn lá nơi chúng làm tổ. 